# Чаркабож
Чаркабож — деревня в Ижемском районе Республики Коми (Россия). Относится к сельскому поселению Кипиево.

## География
Расположена в северной части республики в 478 км к северо-востоку от Сыктывкара, в 188 км к северу от Ухты, на берегу реки Печоры.

## История
Сама деревня, по местной легенде, основана в 1878 г. переселенцами с острова Копиевка и из Брыкаланска. В 1905 г. в деревне было 9 дворов, 68 жителей (35 мужчин, 33 женщины). К 1920 г. население увеличилось до 14 дворов, 81 человек (36 мужчин, 45 женщин), к 1926 — до 23 дворов, 114 человек (55 мужчин, 59 женщин). В 1970 г. в деревне жили; в 1979 г. — 167 человек; в 1989 г. — 178 человек (92 мужчины, 86 женщин, коми).

## Население
| 2010 |
| ---- |
| 136  |

## Образование
Начальная общеобразовательная школа д.Чаркабож